# Тамань (порт)

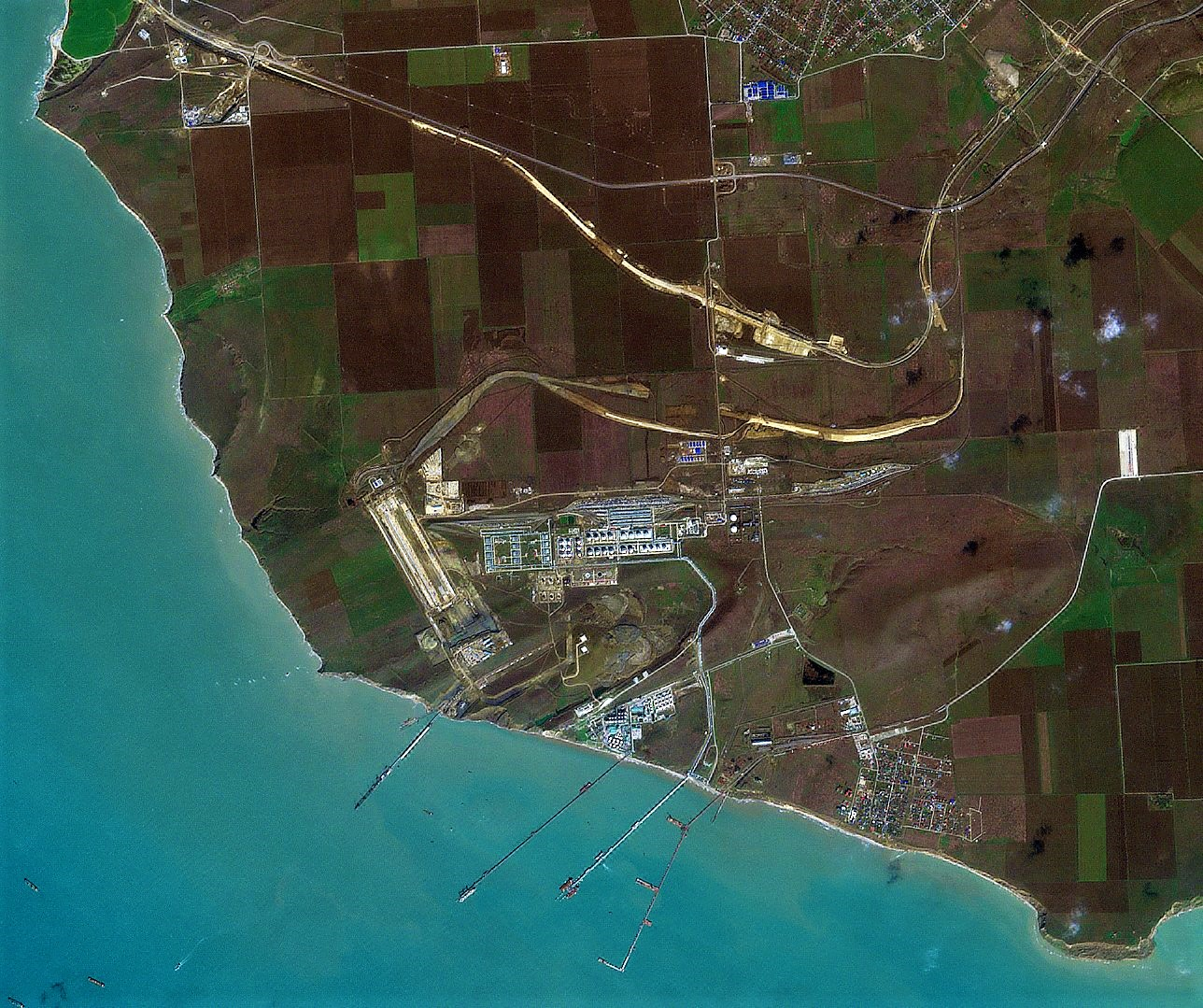
Примыкающие с юга к Крымскому мосту железнодорожная станция Портовая и порт Тамань, состояние на 5 марта 2018 года, космический снимок Sentinel-2

Тамань — морской порт на Таманском полуострове в районе мыса Железный Рог, в посёлке Волна, недалеко от станицы Тамань Темрюкского района Краснодарского края.
Морпорт «Тамань» ведёт деятельность по перевалке различных грузов на экспорт. Порт имеет построенные и строящиеся терминалы для перевалки следующих грузов: нефть и нефтепродукты, сжиженные углеводородные газы, аммиак, зерно, уголь, удобрения, железная руда, сера, изделия из стали, контейнерные грузы. В 2015 году грузооборот порта составил 12,3 млн тонн (рост 20,8 %), что подняло его на 15-е место среди портов Российской Федерации. После окончания строительства терминалов порта грузооборот должен достичь 70 млн тонн, что сделает порт вторым или третьим в России. «Тамань» использует транспортные подходы, одинаковые с Крымским мостом, что позволяет делать перевалку грузов как через Таманский полуостров, так и через Крым. Глубины на подходах к порту составляют 20 — 25 метров. В порт могут заходить суда дедвейтом до 220 000 тонн, длиной до 300 м, шириной до 50 м с осадкой у причалов до 14 м и у ВПУ — до 21 метра.
Порт призван развивать транспортно-логистические мощности Азово-Черноморского бассейна и создать международный транспортный коридор «Север — Юг».

## История и деятельность
Порт Тамань всё ещё строится, но уже открыт для международного сообщения.
Приказом Министерства транспорта Российской Федерации от 23 сентября 2009 года N169 морской порт Тамань (Краснодарский край, Таманский залив Керченского пролива) открыт для оказания услуг.
Границы порта определены ранее распоряжением правительства Российской Федерации от 8 декабря 2008 года № 1837-р. В этом году был создан терминал по перегрузке масложирового сырья, а в декабре был принят первый танкер и проведено тестирование технологического оборудования.
Строительство нового порта на Таманском полуострове в районе мыса Железный Рог содержится в Концепции развития портов Краснодарского края и федеральной целевой программе «Модернизация транспортной системы России (2002—2010 годы)».
В декабре 2010 года сдан пункт пропуска через государственную границу. В порту будут находиться таможенный и санитарно-карантинный контроль. Проектирование и строительство портового комплекса ведут: ООО «Газпром экспорт», ООО «Союзресурс-Кубань», ООО «Варнава», ОАО «Тольяттиазот», ЗАО «Таманьнефтегаз».
Первая очередь зернового терминала мощностью 5 млн тонн в порту Тамань открыта в сентябре 2011 года.
Владелец зернового терминала — ЗАО «Тамань-инвест». Управляющая компания — ООО "Зерновой терминальный комплекс «Тамань». Прием судов под погрузку зерновых культур осуществляется на причале длиной 2600 м, оборудованном погрузочными машинами компании NEUERO. Максимальная осадка у причалов достигает 12,1 м, позволяющая принимать суда грузоподъемностью до 60000 т.
В июле 2012 года запущен в эксплуатацию перегрузочный комплекс нефти, нефтепродуктов и СУГ ЗАО «Таманьнефтегаз». На середину 2013 года терминал практически достиг проектных объемов перевалки нефти — 600 тыс. тонн в месяц. В июле 2013 года начались отправки на экспорт мазута. Терминал позволяет принимать суда дедвейтом до 105000 тонн.
Перевалка нефти осуществляется при полном соблюдении экологических норм. Готовность сил и средств по локализации и ликвидации аварийных разливов нефти показала высокую эффективность при розливе на терминале «Пищевые ингредиенты» двух тонн подсолнечного масла в апреле 2013 года, когда в течение двух часов силами АСФ ЗАО «Таманьнефтегаз» было локализовано масляное пятно, которое впоследствии было полностью убрано с акватории порта.
В 2013 году было принято решение расширить порт, присоединив к нему границы земельных участков, расположенных в районе мыса Железный Рог, предназначенных для строительства терминала навалочных грузов мощностью до 30 млн тонн в год.
ОАО «Тольяттиазот» планирует в 2017—2020 годах запустить терминал для перевалки аммиака и карбамида грузооборотом 2 и 3 млн тонн в год соответственно.
В 2016 году было объявлено о начале реконструкции терминалов с плановым окончанием в 2018 году для судов океанского класса дедвейтом до 220 тысяч тонн для приема судов из Средиземноморского региона, Западной Европы, Атлантики и Юго-Восточной Азии.
В 2017 году объекты порта начали выкупать международные инвесторы. Контрольный пакет Зернового терминала приобрела международная компания Monroe Canada Incorporated, которая будет финансировать его дальнейшее строительство и развитие. Инвестиции в терминал связаны со скупкой инвестором производителей зерна в России.

## Терминалы и сооружения порта
Согласно генплану и концепции порта, он имеет следующие терминалы и сооружения (сохранена нумерация объектов строительства по генплану):
1. Контейнерный перегрузочный комплекс № 1 и № 2 — 2 млн т/год
2. Комплекс по перегрузке угля № 1 и Комплекс по перегрузке угля № 2
3. Терминал минеральных удобрений № 1 и № 2 — 3 млн т/год
4. Паромный комплекс с грузооборотом до 2 млн т/год
5. Комплекс по перегрузке леса — 3 млн т/год;
6. Комплекс нефти и нефтепродуктов — 5 млн т/год с увеличением в ходе достройки до 102 млн т/год;
7. Комплекс сжиженного природного газа — 3 млн т/год
8. Терминал железной руды и железорудного концентрата, комплекс перевалки стали — 2 млн т/год с увеличением до 15 млн т/год;
9. Терминал серы
10. Комплекс для перевалки зерна — 7 млн т/год (с рыночным запросом на перевалку 16 млн т/год)

Терминалы, связанные с перевалкой горючих грузов из нефти и сжиженного газа, вынесены отдельным комплексом, включая отдельные стоянки танкеров и газовозов.

## Автомобильные и железнодорожные транспортные подходы
Длина железнодорожного пути необщего пользования от станции Вышестеблиевской до перегрузочного комплекса составляет 36 км.
Транспортные подходы порта совпадают с транспортными подходами Крымского моста, поэтому финансируются одновременно два указанных проекта.
В 2015 году развернулось активное строительство железнодорожного подхода и Портовой. В 2017 году началась реконструкция старых путей для увеличения скорости движения поездов.

## Грузооборот порта
|                        | 2009 | 2010 | 2011 | 2012 | 2013 | 2014 | 2015 | 2016 | 2017 | 2018 | 2019 | 2020 | 2021 | 2022 | 2023 |
| Грузооборот, млн. тонн | 0,07 | 0,25 | 1,2  | 2,2  | 9,5  | 10,2 | 12,3 | 13,5 | 14,9 | 14,1 | 15,0 | 22,0 | 35,8 | 42,8 | 40,5 |
| Изменение, %           | -    | 257  | 380  | 83,3 | 332  | 7,3  | 20,5 | 9,7  | 10,3 | -5,3 | 6,3  | 46,6 | 63   | 19,5 | -5,4 |

В 2015 году по грузообороту порт находился на 15-м месте среди российских портов. Генеральный план предусматривает перевалку 70 млн тонн. При завершении строительства сухогрузного района проектная мощность достигнет 93 млн тонн. В качестве ориентира называется 2025 год. В 2020 году грузооборот порта Тамань увеличился на 32 %, также за семь месяцев грузооборот составил 11,5 млн тонн, однако объём товаров портов Азово-Черноморского бассейна за этот период снизился на 2,1 %.
По результатам общего грузооборота порта Тамани за 2020 год по сравнению с 2019 годом объём вырос на 47 %, что позволило порту занять третье место среди портов Азово-Черноморского бассейна и двенадцатое среди портов России.